# X-Raid
X-Raid is een Duits rally-team dat vanaf 2002 deelneemt aan Rally-raids zoals de Dakar-rally. Het team is een privéteam dat BMW's van het type X3 ombouwt tot rally-auto's. In 2011 schreef het team voor het eerst ook een zelf geprepareerde Mini Countryman in.

## Resultaten
Het team is sinds 2002 vrijwel het enige privé-team dat enigszins de strijd met de fabrieksteam aan kan gaan. In het verleden reden onder anderen Colin McRae en Nasser Al-Attiyah met enig succes voor het team. In 2012 lukte het X-Raid voor het eerst de Dakar-rally te winnen met Stéphane Peterhansel in de Mini. In 2013 won Peterhansel opnieuw. Zowel in 2012 als 2013 namen geen officiële fabrieksteams deel aan de rally.

## Dakar Overwinningen
De volgende overwinningen zijn geboekt tijdens de Dakar-rally;
| Jaar | Coureur              | Navigator         | Auto             | Bandenmerk     |
| ---- | -------------------- | ----------------- | ---------------- | -------------- |
| 2012 | Stéphane Peterhansel | Jean-Paul Cottret | Mini All4 Racing | BF BF Goodrich |
| 2013 | Stéphane Peterhansel | Jean-Paul Cottret | Mini All4 Racing | BF BF Goodrich |